# Diplôme d'études universitaires générales en administration économique et sociale
Pour les articles homonymes, voir Diplôme d'études.
En France, Le diplôme d'études universitaires générales Administration économique et sociale est le premier diplôme universitaire (bac+2) dans les études juridiques.

## Historique
Entre 1993 et 1997, le programme est fixé par l'arrêté du 19 février 1993.
À partir de 1997, et jusqu'à l'application de la réforme LMD, le programme est fixé par l'arrêté du 30 avril 1997.
Actuellement, le DEUG AES est le diplôme intermédiaire d'une Licence d'administration économique et sociale.